# Kang Sin-jong
Kang Sin-jong (* 20. března 1977) je bývalá korejská zápasnice-judistka.

## Sportovní kariéra
V širším výběru jihokorejské reprezentace se pohybovala od roku 1997 v lehké váze do 57 kg. Prosadila se však až při korejské nominaci na asijské hry v Dauhá v roce 2006. Korejští trenéři měli dlouhodobě potíže s obsazováním lehké váhové kategorii, ve které neměla Jižní Korea kvalifikantku na olympijských hrách v roce 2000 a 2004. V roce 2008 se kvalifikovala ve svých 31 letech na olympijské hry v Pekingu, kde nestačila v úvodním kole na Brazilku Ketleyn Quadrosovou. Vzápětí ukončila sportovní kariéru. Civilním povoláním je policistka.

## Výsledky
| Turnaj            | 2006       | 2007       | 2008       |
| Turnaj            | 29         | 30         | 31         |
| Turnaj            | lehká váha | lehká váha | lehká váha |
| ----------------- | ---------- | ---------- | ---------- |
| Olympijské hry    |            |            | úč.        |
| Mistrovství světa |            | —          |            |
| Asijské hry       | 3.         |            |            |
| Mistrovství Asie  |            | —          | 2.         |